# نازک‌پوش‌ماهی دیاندونگ
نازک‌پوش‌ماهی دیاندونگ (نام علمی: Diandongpetalichthys liaojiaoshanensis) نام یک گونه از رده پلمه‌پوستان است.